# Tectaria microsora
Tectaria microsora är en ormbunkeart som beskrevs av Alan Reid Smith. Tectaria microsora ingår i släktet Tectaria och familjen Tectariaceae. Inga underarter finns listade.